# 楊榮內閣
楊榮內閣成立於永樂十六年五月八日（1418年6月11日），結束於永樂二十二年八月十七日（1424年9月9日）。是明成祖統治下的第四個內閣，亦是最後一個內閣，由時任翰林學士楊榮組閣。
永樂二十二年七月十八日（1424年8月12日），成祖駕崩，皇太子朱高熾即位，是為明仁宗。仁宗於同年八月進行人事異動，由楊士奇接替楊榮成為內閣首輔。

## 內閣成員
以下閣員全部自胡廣內閣續任：
| 職位   | 姓名   | 備注                                 |
| ------ | ------ | ------------------------------------ |
| 首輔   | 楊榮   |                                      |
| 次輔   | 金幼孜 |                                      |
| 大學士 | 楊士奇 | 永乐二十年（1422年）停職，隨即復職。 |